# Home run
En béisbol, un home run (en ocasiones hispanizado como jonrón), cuadrangular, vuelacerca o vuelacercas se da cuando el bateador hace contacto con la pelota de una manera que le permita recorrer las bases y anotar una carrera (junto con todos los corredores en base) en la misma jugada, sin que se registre ningún out ni error de la defensa. En la actualidad, la forma más común en la que se da un cuadrangular es cuando el bateador golpea la pelota y esta sale del campo de juego sobre la barda del campo exterior, resultando en un cuadrangular automático. Incluso, en algunos casos, si el bateador posee la fuerza suficiente, la bola puede salir expelida del estadio.
En el béisbol moderno, el cuadrangular es uno de los aspectos más populares del juego. En las Grandes Ligas de Béisbol, los jugadores que golpean una gran cantidad de cuadrangulares (30 o más por temporada) suelen ser grandes estrellas y también están entre los mejor pagados.

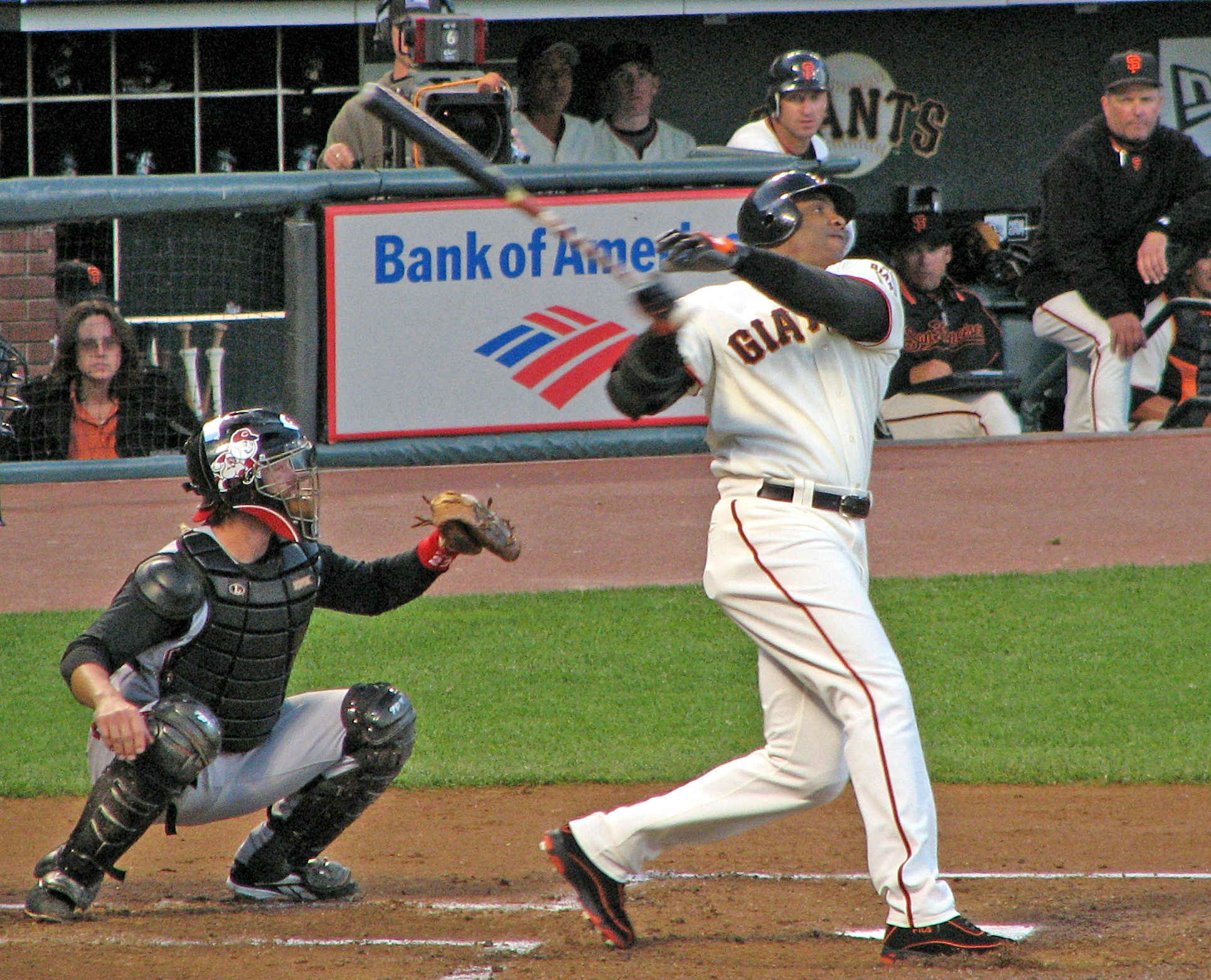
Barry Bonds líder de por vida en Home Runs en las Grandes Ligas

La estadística de porcentaje de cuadrangulares (home run percentage en inglés, abreviada HR%) representa el porcentaje de turnos al bate de un jugador que son cuadrangulares.
Para poder ser considerado cuadrangular automático la bola debe salir por la llamada zona segura, o en caso contrario se considerará falta y el batazo será nulo.

## Tipos de cuadrangular
Además del típico cuadrangular, ciertas jugadas en béisbol son nombradas de una manera diferente para denotar que son cuadrangulares especiales.

### Cuadrangular dentro del parque
Un cuadrangular dentro del parque (en algunos países se le llama jonrón de piernas o jonrón de campo) y (en el vocablo inglés se le conoce como inside the park home run) se da cuando la pelota se mantiene dentro del terreno de juego y el bateador logra correr las bases y anotar sin ser eliminado. Esta forma de cuadrangular es muy rara, ya que el bateador tendría que correr muy rápido o golpear la pelota de manera que sea difícil para la defensa realizar una jugada, sin que el equipo rival cometa un error (ejemplo de lo que no es un error: cuando un jardinero se lanza para tratar de atrapar una pelota y no lo logra, o cuando un tiro hacia alguna base no llega antes que el corredor del equipo contrario y no se le pueda atribuir a un lanzamiento deficiente o erróneo).
Como dato curioso, Ty Cobb fue líder de la categoría de cuadrangulares en 1910 sin sacarla del campo en ninguna oportunidad.

### Grand slam
Un grand slam ocurre cuando se hace un cuadrangular con las bases llenas, es decir con un corredor en cada base: primera, segunda y tercera. El resultado es que se anotan cuatro carreras.

## Historia
En las Grandes Ligas de Béisbol, el promedio de jonrones por partido ha aumentado paulatinamente a lo largo de los años. En particular, el promedio subió drásticamente de 0.12 en 1918 a 0.20 en 1919, 0.26 en 1920, 0.38 en 1921, y 0.43 en 1922, lo que se conoce como el fin de la era de la bola muerta. Desde la década de 1990, el promedio es de aproximadamente un home run por partido.
Los cambios en los promedios de jonrones se deben a múltiples cambios en el béisbol, entre ellos la prohibición de alterar la pelota, el menor costo de la pelota, la reducción de los campos de juego, y el cambio de regla sobre fouls.

## Récords de cuadrangulares en las Grandes Ligas de Béisbol
- Más cuadrangulares de por vida: Barry Bonds, 762
- Más cuadrangulares en una temporada: Barry Bonds de los San Francisco Giants, 73 en el 2001
- Más cuadrangulares dentro del parque de por vida: Sam Crawford, 55
- Más cuadrangulares dentro del parque en una temporada: Sam Crawford de los Detroit Tigers, 12 en 1901
- Más grand slams en su vida: Álex Rodríguez, New York Yankees, 25
- Más cuadrangulares de un equipo en un juego: los New York Yankees, 8
- Es el latinoamericano con más cuadrangulares de la historia: Albert Pujols, 703
- Porcentaje de cuadrangulares más alto: Mark McGwire, 9.42 %
- Porcentaje de cuadrangulares más alto en una temporada: Barry Bonds, 15.34 % en 2001
- Cuadrangular más largo: Mickey Mantle, 634 pies
- Más cuadrangulares en la competición anual Home Run Derby: Vladimir Guerrero Jr., 91 en 2019
- Más temporadas dando 60 o más cuadrangulares. Sammy Sosa, 3 veces
- Récord casi irrompible del dominicano Fernando Tatis de los Cardenales de San Luis, dos grand slams en una misma entrada a un mismo lanzador (Chan Ho Park de los Dodgers) en 1999
- Récord de los Padres de San Diego de 4 "grand slams" en 4 juegos consecutivos(Fernando Tatis Jr 17/agosto/2020, Will Myers 18/08/2020, Manny Machado 19/08/2020, Eric Hosmer 20/08/2020)